# Елизаровский сельсовет (Сосновский район)
Елизаровский сельсовет — сельское поселение в Сосновском районе Нижегородской области. Административный центр — село Елизарово.

## История
Статус и границы сельского поселения установлены Законом Нижегородской области от 15 июня 2004 года № 60-З «О наделении муниципальных образований - городов, рабочих посёлков и сельсоветов Нижегородской области статусом городского, сельского поселения».

## Население
| 2002  | 2010  | 2012  | 2013  | 2014  | 2015  | 2016  |
| ----- | ----- | ----- | ----- | ----- | ----- | ----- |
| 2420  | ↘2175 | ↘2164 | ↘2099 | ↘2044 | ↘1986 | ↘1937 |
| 2017  | 2018  | 2019  | 2020  | 2021  |       |       |
| ↘1908 | ↘1884 | ↘1850 | ↘1824 | ↘1557 |       |       |

## Состав сельского поселения
| №  | Населённый пункт | Тип населённого пункта       | Население |
| -- | ---------------- | ---------------------------- | --------- |
| 1  | Богданово        | деревня                      | ↘218      |
| 2  | Большие Гривы    | деревня                      | ↘94       |
| 3  | Елизарово        | село, административный центр | ↘1082     |
| 4  | Золино           | село                         | ↘13       |
| 5  | Кайдалово        | деревня                      | ↘84       |
| 6  | Калиновка        | деревня                      | ↘18       |
| 7  | Клещариха        | деревня                      | ↘63       |
| 8  | Малахово         | деревня                      | ↘504      |
| 9  | Малые Гривы      | деревня                      | ↘49       |
| 10 | Настино          | село                         | ↘44       |
| 11 | Шепелево         | деревня                      | ↘6        |

## Известные уроженцы
- Устинов Евгений Алексеевич (род. 1960) — начальник штаба — первый заместитель командующего ВДВ России, генерал-полковник. Родился в дер. Кайдалово.